# 茱莉亚·玛莎·托马斯谋杀案
茱莉亚·玛莎·托马斯谋杀案，也被媒体称为“巴恩斯之谜”或“里士满谋杀案”，是19世纪末英国最臭名昭著的罪行之一。托马斯是一位50多岁的寡妇，长年居住在北约克郡里士满。1879年3月2日，她惨遭女佣凯特·韦伯斯特杀害。韦伯斯特来自爱尔兰，犯案时30岁，有多项盗窃犯罪记录在身。她在行凶后将尸体肢解，剥下骨头上的肉烹煮，并将残余尸块扔进了泰晤士河。
虽未被证实，但据说韦伯斯特曾将尸体上的油脂赠与邻居和街边的孩子，并告诉他们这是牛油和猪油。托马斯的部分遗骸随后在泰晤士河里被找到，而她的头颅直至130年后的2010年10月才被发现。她的颅骨埋于一处为大卫·艾登堡爵士所建的建筑施工工地。
谋杀案发生后，韦伯斯特假扮成托马斯生活了两个星期，被发现后逃回了爱尔兰投奔叔叔，她的叔叔家位于韦克斯福德郡恩尼斯科西附近的凯里恩。3月29日她在此处被捕，并于1879年7月被移交伦敦，在伦敦中央刑事法庭受审。
审判持续六天，在最后时刻，韦伯斯特仍试图以怀孕为由请求免以死刑，但最终被妇女陪审团驳回，她被判有罪并处以死刑。在7月29日的旺兹沃思监狱，也就是其被处死的前一天晚上，她最终承认了自己的罪行。此案引起了公众极大的兴趣，大不列颠和爱尔兰新闻媒体都进行了深入报道。韦伯斯特在犯案后及审判期间的种种恶行让她进一步臭名远扬。

## 背景

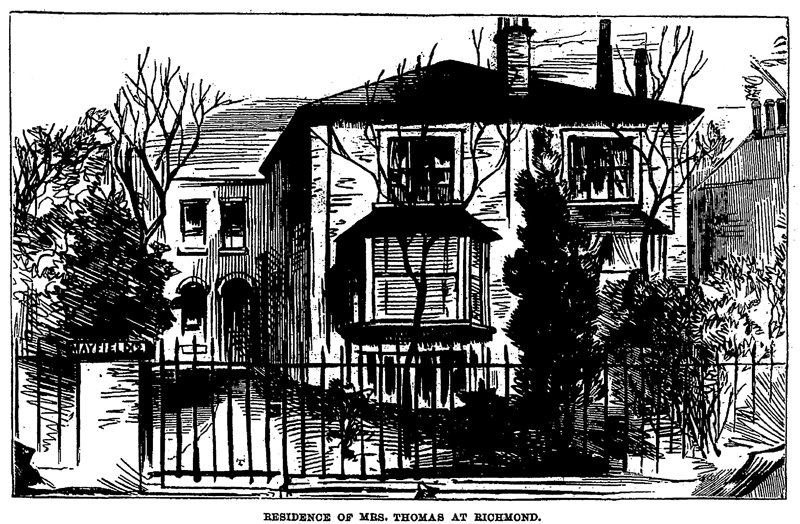
梅菲尔德农舍，茱莉亚·玛莎·托马斯在里士满的房子。她住在半独立式别墅的左边(2号)

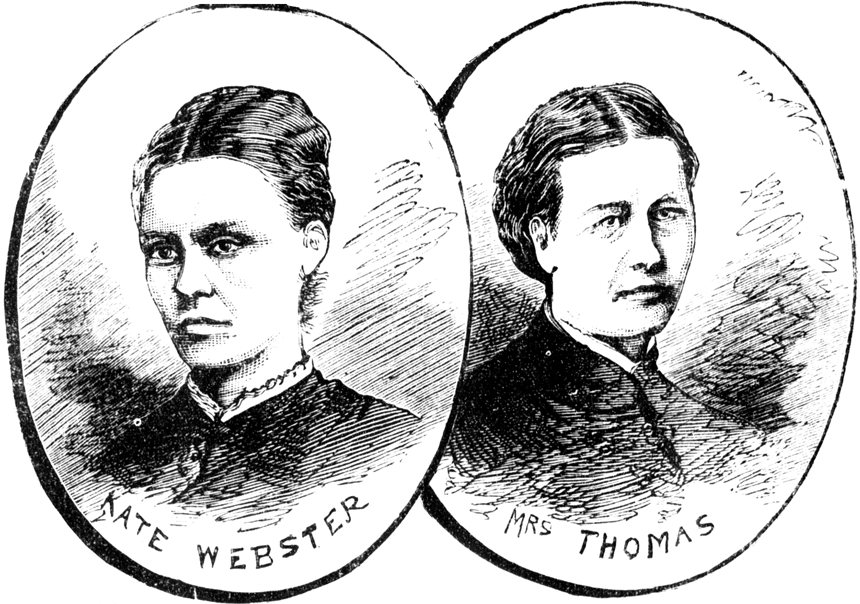
凯特·韦伯斯特(左)和茱莉亚·玛莎·托马斯(右)

受害者茱莉亚·玛莎·托马斯曾是一名教师，先后两次守寡。自1873年第二任丈夫去世后，她就一个人住在里士满公园路的梅菲尔德别墅2号（也被称为葡萄藤别墅2号）。那是一栋两层的半独立式别墅，由灰色石头建造，前后各有一个花园。尽管她的房子紧靠“墙之洞”酒吧，所在区域并不算非常热闹。
托马斯夫人在她的私人医生乔治·亨利·路德眼中是一位“身材娇小，衣着讲究”的女士，大约五十四岁 。埃利奥特·奥唐奈在韦伯斯特审判记录的序言中总结道：托马斯夫人属于“易激动的性格”，邻居们都认为她性情古怪。由于她经常旅行，她的朋友和亲戚甚至几个星期或几个月都不知道她的下落 。她算是中产阶级下层人士，因此并不富裕，但她习惯打扮自己，穿戴珠宝，让周围的人觉得她生活富足 。她之所以想雇佣留宿的家庭佣人，不仅是出于实用性考虑，也是为了彰显地位。然而，作为一个雇主，她的苛刻名声散布在外，她不规则的生活习惯也让她很难找到或留下固定的佣人。在1879年以前，只有一名佣人算是在她这儿工作了不短的时间。
1879年1月底，托马斯夫人雇用了凯特·韦伯斯特成为佣人。韦伯斯特约于1849年出生在韦克斯福德郡的凯里恩，她的本名叫凯特·劳勒。据《每日电讯报》描述，她是“一个身材高挑，体格健壮的女人 5英尺5英寸（165），身高约165厘米，面色蜡黄，脸上长满雀斑，牙齿又大又突出。” 由于她后来许多自传中的陈述都不可靠，她早年的生活细节已无从考究，但是她坚称自己嫁给了一个叫韦伯斯特的船长，共同生育了四个孩子。
据她所述，所有的孩子都去世了，她的丈夫也是，彼此相守的时间很短。1864年12月，她因在韦克斯福德盗窃入狱，时年仅15岁，随后于1867 年来到英格兰。 1868年2月，她又因在利物浦盗窃被判四年劳役，至1872年出狱。
1873年，她搬到了哈默史密斯的玫瑰花园，在那里与邻居波特一家成了朋友。1874年4月，她在泰晤士河畔的金斯顿生下一个儿子，取名为约翰·W·韦伯斯特，这个孩子的父亲的身份无法确定，因为她在不同的时间提到了三个不同男人的名字，其中一个名叫斯特朗的男人，与她合谋进行了接下来的几次抢劫和盗窃。韦伯斯特后来声称自己是被迫犯罪，因为她“被孩子的父亲抛弃，她要养活自己和孩子”。
韦伯斯特在此期间继续使用各种化名在伦敦西部活动，包括韦伯、韦伯斯特、吉布斯、吉邦斯和劳勒。在特丁顿居住期间，她又于1875年5月因盗窃罪被捕和定罪，被判在旺兹沃思监狱服刑18个月，出狱后不久又因同样的罪名被捕，于1877年2月又被判处了12个月的监禁。在她入狱期间，她的小儿子由好友莎拉·克里斯照顾，萨拉在里士满为罗德小姐家打杂。
1879年1月，由于莎拉·克里斯病倒，韦伯斯特代替她临时在罗德家工作。罗德小姐和茱莉亚·玛莎·托马斯夫人是朋友，知道她想找一个家庭佣人，于是就向托马斯夫人推荐了她。当托马斯夫人见到韦伯斯特时，二人当场就定下了雇佣契约，此间托马斯夫人并没有过问韦伯斯特的性格和过去经历 。当韦伯斯特来到托马斯夫人家里工作后，两人的关系迅速恶化，托马斯对韦伯斯特的工作品質不满意并经常提出批评，韦伯斯特后来供述:
 起初我认为她是一个人很好的老太太……但是后来我发现她非常难搞，在我工作的时候她总是会做许多让我烦躁的事情。当我收拾完房间，她总是要重新检查一遍，指出我没有弄干净的地方，而且她对我态度很凶，充满嫌恶。

种种类似的事情也令韦伯斯特对托马斯夫人越来越厌恶，以至于托马斯夫人曾试图说服朋友们留下来陪她，因为她不喜欢和韦伯斯特单独呆在一起。按照雇佣协议，韦伯斯特的工作将于2月28日终止 。托马斯夫人在她最后一篇日记中写下了她的决定：“警告凯特离开”。

## 谋杀与处理尸体

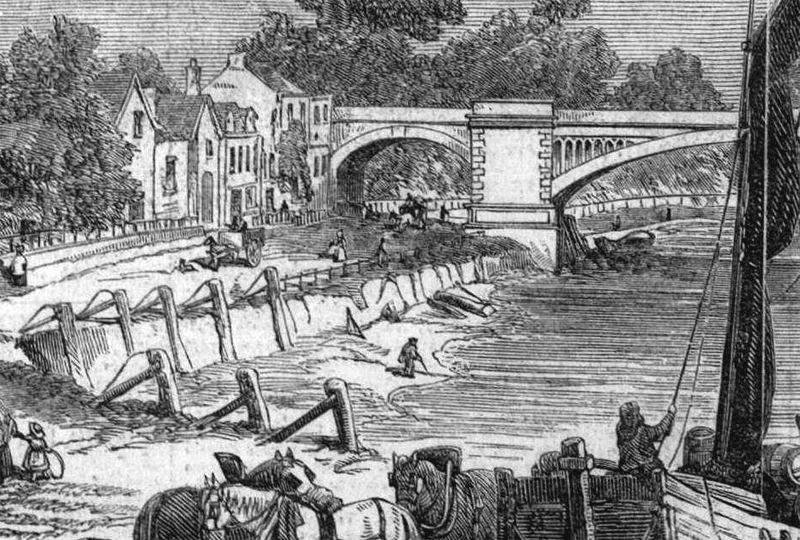
巴恩斯铁路桥下的泰晤士河岸，1879年3月5日，一个装有托马斯夫人残骸的箱子此在被发现，韦伯斯特在前一天将箱子扔进了泰晤士河。

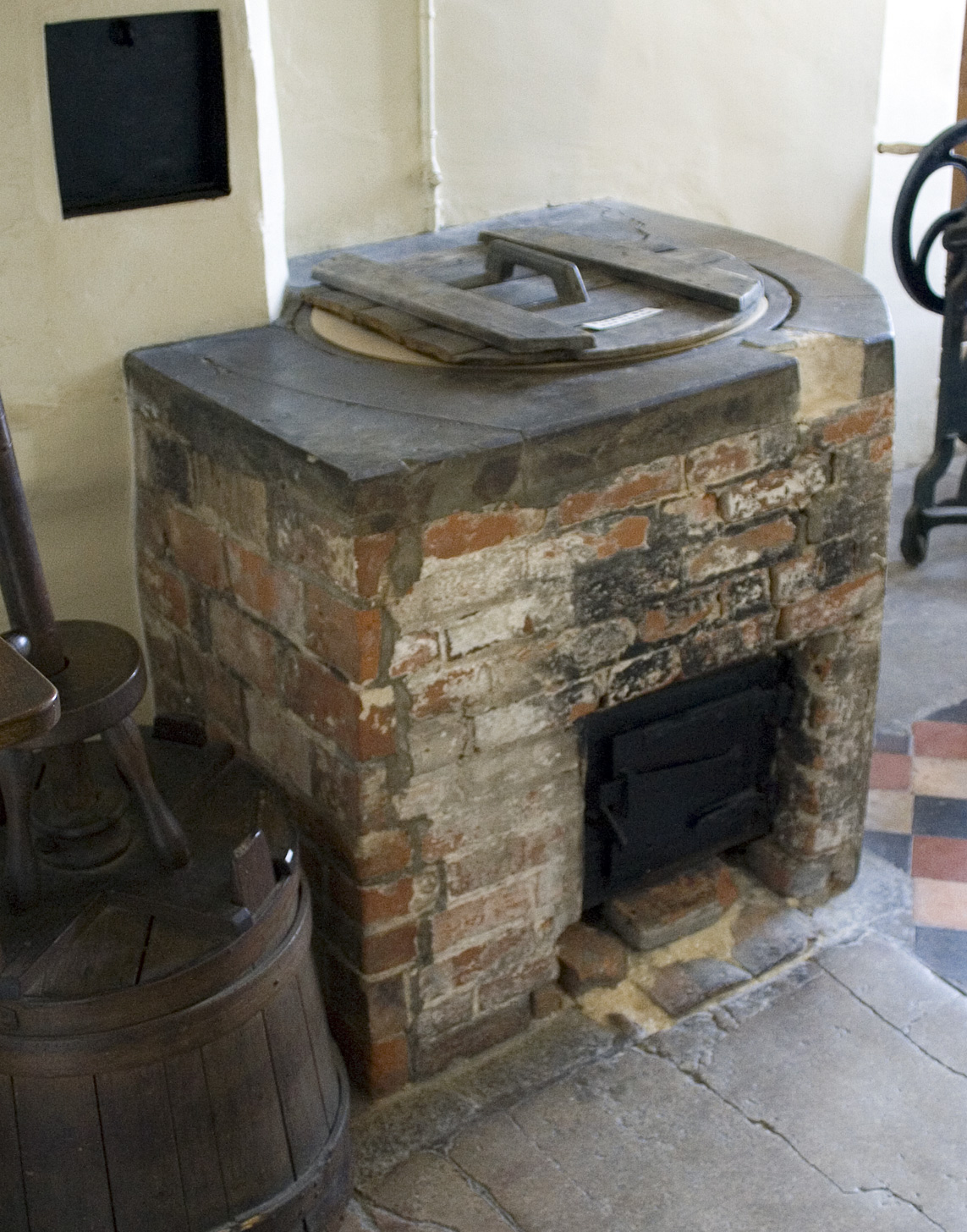
韦伯斯特曾将托马斯夫人的尸体肢解，放在这样的洗衣铜锅里烹煮。

得知即将被解雇，韦伯斯特说服了托马斯夫人让她继续工作三天，直到3月2日（星期日），她星期日下午可以休息半天，然后需要按时回来帮助托马斯夫人为当地长老会教堂晚礼拜做准备。然而，当日韦伯斯特却去了当地的酒馆并迟归，耽误了托马斯夫人的出发时间，二人因而发生了争吵。据教会中的几名成员后来回忆，托马斯夫人到达教堂时显得“非常激动”。她告诉一位教友自己之所以迟到全是“因为仆人的疏忽，她根本没有按时回家”。她还说，韦伯斯特在受到斥责后“情绪表现得非常可怕”。 当日托马斯夫人很早就从教堂回家，约在晚9时，随后与韦伯斯特碰面。据韦伯斯特最后的供词:
 托马斯太太进屋之后就上楼了。我跟在她后面上楼，然后我们起了争执，逐渐变成了争吵，我当时气极了，我把她从楼梯顶端扔到了一楼。 她重重地摔了一跤，我对发生的一切感到焦躁，整个人都像失去了控制。为了防止她的尖叫让我惹上麻烦，我掐住她的喉咙，在挣扎中她窒息了，我就把她扔在地板上。

托马斯夫人的邻居们，包括一位名叫艾芙斯的女士（艾芙斯是托马斯夫人的女房东）和她的母亲在此间都听到了一声像椅子倒了一般的重击声，但当时他们都没有多留意。
在托马斯夫人丧生后，韦伯斯特用多种方式处理了其遗体，她先将遗体肢解，割下了头部，再放进洗衣锅炉里煮熟，然后把骨头扔进壁炉里烧掉。她后来描述自己的行为道:
我决定尽我所能把尸体处理掉。我用一把剃刀把头从身体上割下来，然后再把上面的肉刮下来。我用肉锯和刻刀把她的尸体切开，并且准备了一锅炉的水用来将尸体煮熟，这样身份信息就无法辨认了。我把尸体切开之后就立刻放进锅炉里煮了。刻刀用来打开腹部，里面的东西我都尽可能烧掉了。

此时邻居们闻到了一股不同寻常的难闻气味， 韦伯斯特也谈及她是如何“在眼前的可怕景象和那股气味下彻底崩溃” 。然而，案发地别墅区域内的各种活动似乎并没有异常，因为当时许多家庭习惯于在周一清晨就开始清洗打扫 。在接下来的几天里，韦伯斯特继续打扫房间，清洗托马斯夫人的衣服，并且对那些上门求助的人表现得一切如常。而背地里，她却在打包托马斯夫人残余的尸块，试图把它们装进黑色的格莱斯顿式旅行提包和用绳子捆好的木制帽箱 里。她无法将遗体的头部和一只脚放进容器里，只好分开处理。脚最终被扔在了特维克南的一个垃圾堆里 ，头部被埋在墙之洞酒吧的马厩里，位置离托马斯夫人的房子不远，直至131年后（2010年）才被人们发现。
1879年3月4日，韦伯斯特去了哈默史密斯看望她的老邻居波特一家，此时她已经六年没见过波特了。去时，她穿着托马斯夫人的丝绸裙子，拎着一个装满托马斯遗骸的提包。韦伯斯特向波特夫妇介绍说自己是“托马斯夫人”，自上次见到波特夫妇以后，她结了婚，有了一个孩子，后来又成了寡妇，在里士满有一栋姨妈留给她的房子。她邀请波特和他的儿子罗伯特去巴恩斯的“牛津剑桥武装”酒吧喝酒。在路上，她处理掉了一直提着的包，也许是趁着波特一家在酒吧里喝酒时把包扔进了泰晤士河 ，包就此不知去向。随后韦伯斯特问年轻的罗伯特·波特能不能帮她一个忙，即把一个沉甸甸的箱子从案发地梅菲尔德别墅搬到车站。当他们穿过里士满桥时，韦伯斯特把箱子扔进了泰晤士河。她找到了理由将此糊弄过去，没有引起罗伯特的怀疑。
然而，第二天，这个箱子在下游一英里左右的河岸浅滩被发现。发现者叫亨利·惠特利，是一个煤矿搬运工。当日早上快7点时，他正驾车路过巴恩斯铁路桥。他起初以为这个箱子里装着盗窃的赃物 ，可等打开箱子才发现里面的东西看起来像是用牛皮纸包着的人体器官 。他立刻将这一发现报告给了警察。经过法医鉴定，残骸中包含一名女性的躯干（除去内脏）和腿（除去一英寸），尸体的头部不见了，警方后来推测是被韦伯斯特单独扔进了河里。
大约同一时间，一只人类的脚和脚踝在特维克南被发现。这些残骸很明显都属于同一具尸体，但没有任何证据表明他们与托马斯有关，也没有办法确认遗体的身份 。法医在检查尸体时错误地认为这些残骸来自于“一个头发很黑的年轻人” 。经过3月10日至11日的验尸，最终结果被裁定为死因不明 ，3月19日，残骸于巴恩斯公墓下葬 。因而报纸称这起原因不明的谋杀案为“巴恩斯之谜” ，人们猜测尸体可能是用于解剖学研究的。

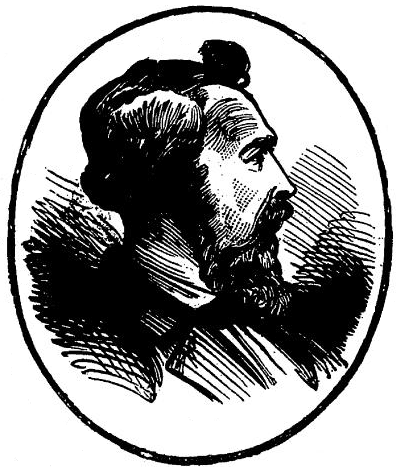
约翰·丘奇，他从韦伯斯特那里购买了托马斯的家具，并被韦伯斯特诬陷为谋杀案嫌疑人

后来，有消息称韦伯斯特给邻居提供了两罐猪油，据推测都是从托马斯夫人的遗体中烹煮提炼出来的。然而，在随后的审判中，并没有证据能证明这一点。这个故事也许仅仅是一个传说，因为存在几个不同的版本 。附近酒吧的老板娘声称韦伯斯特去过她那里，并且想要向她推销一种“最好的牛油”。犯罪学专栏作家伦纳德·雷金纳德·格里布尔评论道：“没有任何可信的证据能证明这令人作呕的交易确实发生过，这件事极有可能和其他数不胜数的杜撰故事一样纯属虚构，著名犯罪案件中的人物和事迹很多都是人们刻意捏造，不断加工而成的。”
韦伯斯特此后继续住在梅菲尔德别墅2号，她还同时扮演着托马斯夫人，穿着已故雇主的衣服，用假扮的新身份与商人打交道。3月9日，她与当地的酒吧老板约翰·丘奇达成协议，卖掉托马斯的家具和其他物品用来添置丘奇的旭日酒吧。他奇同意支付68英镑，并预付18英镑的押金。
当3月18日搬运车到来时，邻居们愈加怀疑起来，因为他们已经近两个星期没有见到托马斯夫人了。隔壁邻居艾芙斯小姐询问下令把货物运走的送货员，他们回答说是“托马斯女士”，但是描述的却是韦伯斯特。此时韦伯斯特意识到自己已经暴露，于是立即逃跑，她乘火车前往利物浦，再从利物浦逃回了爱尔兰恩尼斯科西的老家。
与此同时，丘奇也意识到自己被骗了。当他在送货车里检查托马斯的衣服时，他发现了一封寄给真正的托马斯的信。警察被召来搜查了梅菲尔德别墅2号。他们在那里发现了血迹，壁炉里烧焦的指骨和铜锅后面的脂肪沉积物，还有一封韦伯斯特留下的信，上面写着她在爱尔兰的家庭住址。警方立即发出了绘有韦伯斯特及其儿子画像的通缉令。
伦敦警察厅的侦探很快就发现韦伯斯特和她年幼的儿子一起乘坐运煤船逃回了爱尔兰，韦克斯福德当地的皇家爱尔兰警队总长发现伦敦警察厅正在追捕的这名女子，与他们14年前以盗窃罪逮捕的是同一个人。警察队追踪到她叔叔 ，在恩尼斯科西附近的凯里恩的农场，于3月29日在那里逮捕了韦伯斯特 ，随后她被带到金斯敦（现在的邓莱里），从那里经由霍利黑德回到里士满，被伦敦警察厅羁押。
在听说韦伯斯特被指控的罪行后，叔叔拒绝为她的儿子提供庇护，于是当局将这个男孩送到了当地的济贫院，济贫院将照顾他，直到工业学校有空位给他。

## 审判和处决韦伯斯特

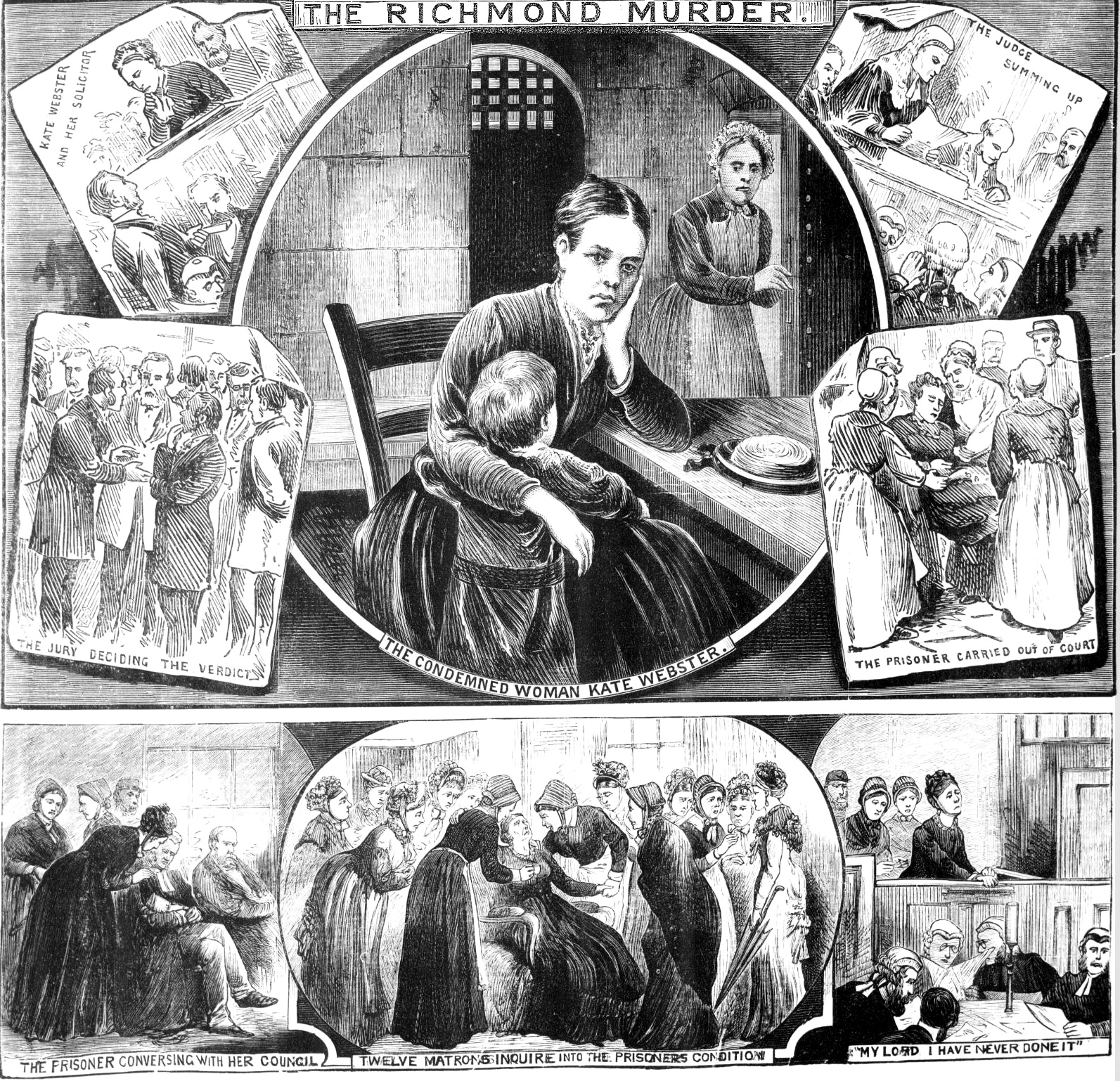
《警方新闻图册》中绘制的对凯特 · 韦伯斯特的审判和处决

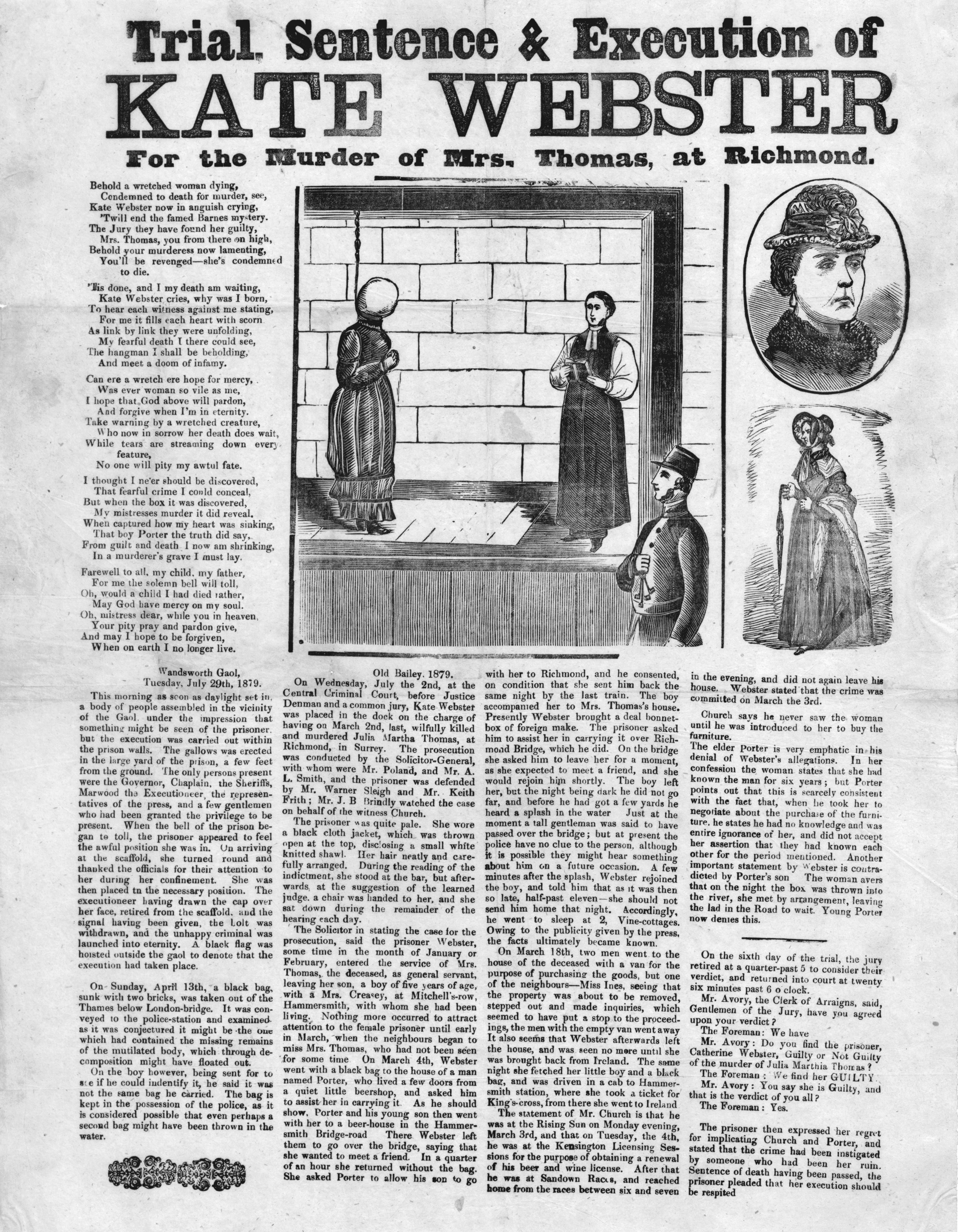
1879年7月发表在《纽约时报》上的一篇匿名单面报，记述对韦伯斯特的审判与处刑

这起谋杀案在爱尔兰海两岸都引起了轰动。消息一经传出，许多人都前往里士满参观梅菲尔德别墅。这起犯罪事件在爱尔兰同样声名狼藉。韦伯斯特被捕后从恩尼斯科西被押送到都柏林的一路上，几乎每两地间的车站都会有成群的人围观，对她侧目而视、指指戳戳。
《曼彻斯特卫报》写道，预审法官的听证会有“许多享有特权和好奇心的人......包括不少女士”出席。据《泰晤士报》报道，韦伯斯特在里士满地方法院的首次出庭广受关注：“昨日，法院门口人头攒动......群情激愤溢于言表”。1879年7月2日，韦伯斯特在別稱“奧卑利”的中央刑事法庭受审。这起案子唤起了公众极大的兴趣，控方由英格兰与威尔士律政司哈丁·吉法德爵士领衔，韦伯斯特的辩护律师是伦敦著名律师沃纳 · 斯利，案子则由丹曼法官先生主持。 与之前在里士满的听证会一样，这次审判出席率相当高，且吸引了社会各个阶级。在审判第四日，瑞典王储、也就是未来的国王古斯塔夫五世出席了听证会。
在六天时间里，法庭听取了若干证人对托马斯遇害的复杂故事的拼凑。 在受审前，韦伯斯特曾试图指控酒馆老板约翰·丘奇和她从前的邻居波特与此案有牵连，但两人都有可靠的不在场证明，与谋杀案洗清了干系。 她拒不认罪，而她的辩护律师试图强调证据的旁证性质，并强调她对自己儿子的献身精神正是她不可能犯下谋杀罪的原因。 然而，韦伯斯特给大众留下的恶劣印象、冷血的举止和无力的辩护，使天平朝着相反的方向强烈倾斜。
一位名叫玛丽亚·德登的鞋匠抛出了一条格外致命的证据，她向法庭证明，谋杀案发生一周前韦伯斯特曾拜访她，说自己要去伯明翰变卖一些家产、首饰和一处姑母遗留的房产。陪审团将此视为韦伯斯特预谋杀人的证据，经过一个小时一刻钟的商讨后宣告她有罪。
陪审团做出裁决后不久，就在法官即将宣判前，韦伯斯特被问到是否有任何理由不对她宣判死刑。 她声称自己正怀孕，而这显而易见是为了逃避死刑。 《法律时报》报道称，“这随即带来的是一片未知，假如称不上是混乱。进而，这绝对与这样的场合应有的肃穆所不相衬。”法官给出的意见是，“从业三十二年来，他从未进行过这类调查。”
最后，阿西兹书记官建议本案采用女性陪审团的古老机制，从出席法庭的女性中挑选人员，对韦伯斯特是否“有胎动”的问题进行裁决。 十二名女性和一名叫做邦德的外科医生一同宣誓后，陪同韦伯斯特来到一个私密房间进行检查。检查仅仅进行了几分钟时间 ，结论是韦伯斯特并没有“有胎动”，尽管如此，这并不意味着她肯定没有怀孕——这一分歧的存在，出于伦敦产科协会主席反对使用“没出生的孩子在所谓胎动之前就不算是个生命这套跟不上时代的医学假设。”
在处决韦伯斯特的几天前，一则上诉以她的名义向内政大臣R.A.克罗斯递交，但随即遭到拒绝。官方声明称，考虑到之前的争论，内政大臣“找不到足够依据建议女王陛下干涉法律的正当过程。” 
在受到处决前，韦伯斯特做了两则声明，承认了自己的罪行。在她的第一则声明中，据说是孩子父亲的斯特朗被牵涉到了谋杀案中，她说是他把自己送上了犯罪生涯，他应该对此负责。但在7月28日，也就是她应该被处决的前夜，她又宣称撤回这一指控，进一步声明自己应该为谋杀负全责，丘奇、波特、斯特朗都与此毫无干系。 次日清晨9点，她在旺兹沃思监狱接受了绞刑。刽子手威廉·马尔伍德采用了最新发明的长距离技术，使她刹那间一命呜呼。 在她的死亡得到确认后，韦伯斯特被葬于监狱一块活动场地的无名坟墓中。 当已执行死刑的黑旗自监狱墙头升起，等待在外的民众掌声雷动。 
处决韦伯斯特的第二天，托马斯的财产在梅菲尔德农舍举行拍卖。酒馆老板丘奇最终还是设法弄到了托马斯的家具和她的一些私人用品，其中包括她的怀表，甚至还有韦伯斯特用来肢解她的那把小刀。韦伯斯特烹煮过托马斯的尸体碎块的铜器，则以五先令的价格售出。 拍卖会上的其他人从农舍摘走了不少小鹅卵石和树枝当作纪念品，好让自己不虚此行。 农舍在1897年之前始终处于闲置状态，毕竟在凶杀案后没人想住进这一凶宅。据房主说，佣人们甚至也拒绝在这个声名狼藉的地方工作。
后来，传说可以看到一个“幽灵修女”反复徘徊在埋葬托马斯的地方。 令埃利奥特·奥唐纳既感惊讶又感失望的是，没有任何迹象指明她的房子闹鬼，盖伊·洛根注意到在“整洁而漂亮”的外观下，没有人能看出里面曾经发生过何等罪行：“这很难想象。这里看上去不像是一般出过人命的地方。”

## 谋杀案的社会效应

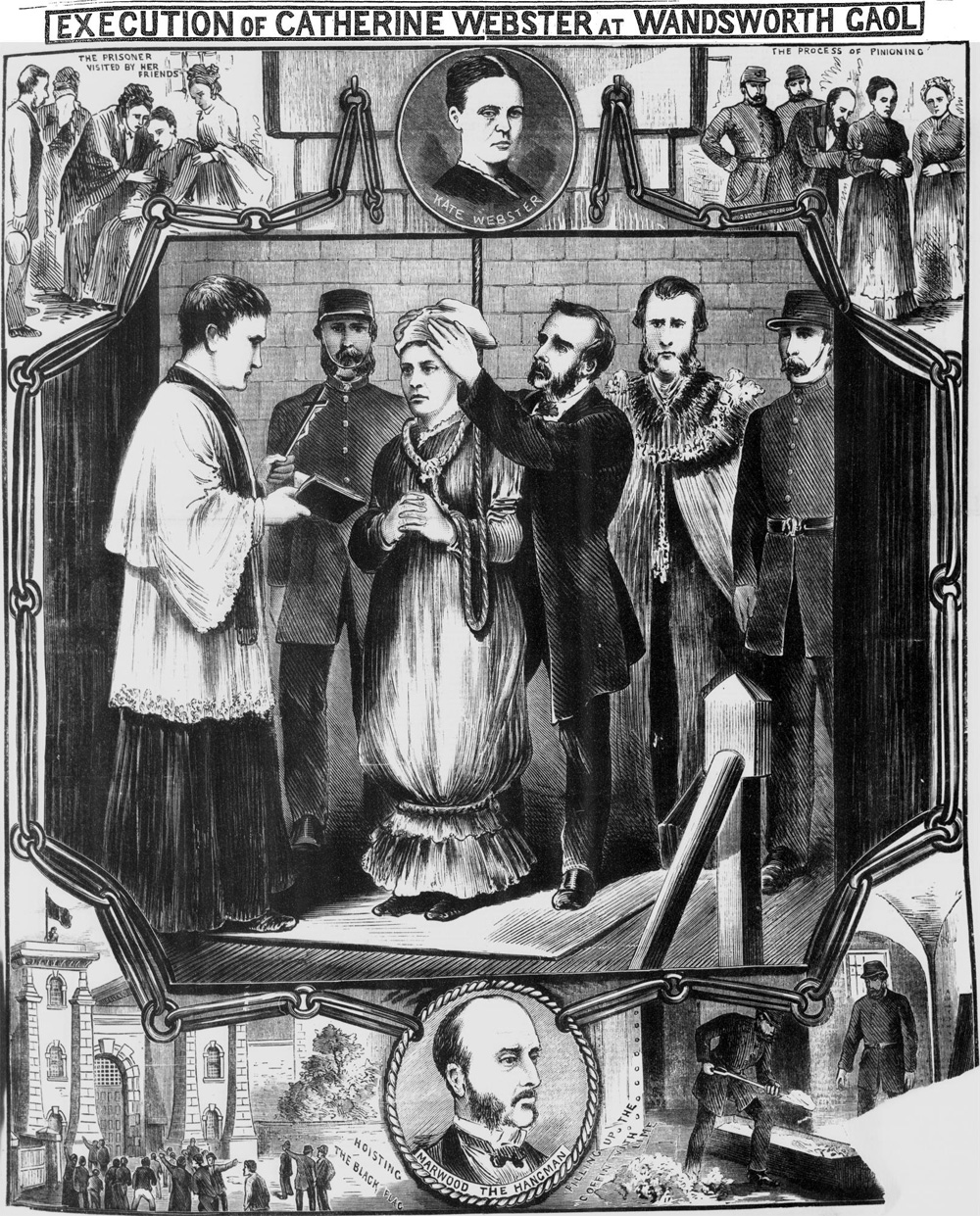
《警方新闻图册》中绘制的处决韦伯斯特的场景

在维多利亚时代的英国和爱尔兰，这起谋杀案都产生了相当大的社会影响。此事发生后，立即引起了轰动，并在报刊上广泛报道。在都柏林，《自由人杂志》和《每日商业广告》指出，这是“对人类恶行的记载中最耸人听闻的一页”，以致关于此案的报道“充斥着令人毛骨悚然的描述与细节”。
在韦伯斯特被捕仅仅几周内，也就是在她受审之前，杜莎夫人就制造了她的蜡像，展览给想要一睹“里士满女杀人犯” 模样的人们，可见其恶名之远扬。直到二十世纪，她的蜡像依然完好无损地对外展出，和她摆放在一起的则是其他臭名昭著的杀人犯，诸如伯克和海尔、克里平医生。
在对韦伯斯特执行死刑的那几天，斯特兰德街上一家出版社别出心裁，印刷了名为《凯特·韦伯斯特的生平、审判与处决》的小纪念册，以一便士的价格出售。纪念册共二十页，印刷精良，包含了韦伯斯特的完整个人史，包括对此的总结、裁决和有趣的细节，连同她的遗言，还有一整页关于死刑执行的雕刻、肖像的插图。《警方新闻图册》发布了纪念封面，由艺术家刻画了关于死刑执行当天的印象。画中描绘了“友人探视”、“捆绑过程”，终极仪式为“黑旗升起”，而最后则是“石灰盖棺”。
在案件还在审判时，街头民谣也以此为题材进行创造。这类民谣借用流行歌曲的曲调，以音乐作为叙事形式。就在凯特·韦伯斯特被捕后不久，萨瑟克区的印刷和出版商 H.苏奇 就发行了一首民谣，名为《那个家住巴恩斯附近的老太太死无全尸》，他采用的曲调是美国南北战争时期的著名歌曲《战斗前夕，母亲》。 对韦伯斯特的审判结束时，苏奇发表了另一首民谣，以《被赶出家门》为曲调，他写道：
里士满的凶案，又在舞台上演韦伯斯特的故事，写到最后一篇她死有余辜，只因铁证已如山她插翅难飞，挣不脱法律的铁腕！
她谎话连篇，在这凶案中百般狡辩，却无一得逞诡计多端，还想嫁祸于人但事到如今，她的结局已定！
韦伯斯特其人被塑造为一个恶毒、不择手段、肆意作恶的魔鬼 。在评述者看来，她的罪行可怖且可耻。为人佣仆者应谨守规矩，她对雇主的极度暴行令人深感不安。在当时，百分四十的女性劳动力都是家庭女佣，受雇于社会各阶层，从最富裕的家庭到体面的工人阶级家庭。主人和佣人起居、工作的地方非常相近，佣人的忠诚和规矩是一个经久不衰的话题。 在那时，佣人的薪资很低，时时诱惑她们产生盗窃的冲动。如果韦伯斯特成功向约翰·丘奇出售了托马斯的家具，她就可以得到相当于两三年薪水的收入。
韦伯斯特受到强烈谴责的另一个原因则是她试图冒充托马斯。 她曾在两周内成功扮成了托马斯的模样，意味着中产阶级身份不过是得体的举止、合适的服饰与适量的财产，无论这些是不是自己挣来的。韦伯斯特曾想要嫁祸的老板约翰·丘奇，他曾经就是一名佣人，但他成为了初等的中产阶级，获取了一定财富，也将小酒馆经营得井井有条。他致力于努力工作提高生活水平，这符合当时的道德观。与之相比，韦伯斯特只是简单粗暴地窃取了她暂时拥有的中产阶级身份。

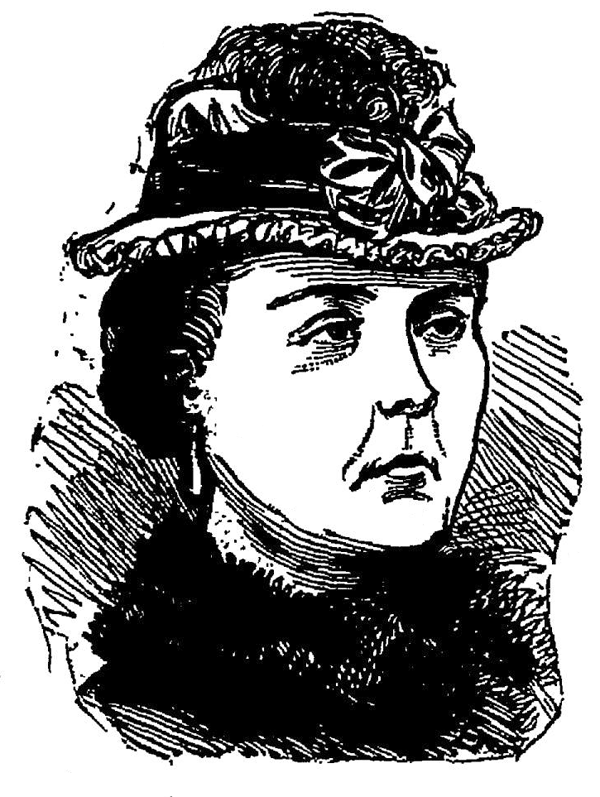
韦伯斯特的外形 (出自《便士插图报和时代画报》)是媒体讨论的话题

在维多利亚时代的许多民众心中，颠覆那个时代所期望的女性标准这一行为，加深了韦伯斯特的罪行。在那个时代的理念中，女人品行完备、循规蹈矩、身体柔弱或深受约束。 韦伯斯特简直是这一切的对立面，对于她的报道都竭尽描述她缺乏女性气质的一面。埃利奥特·奥唐奈在庭审记录的序言中对她进行了这样的描述：“岂止野蛮，野蛮到令人发指......更把人性的残酷无情发挥到淋漓尽致，邪恶凶残到无与伦比，简直非人哉！” 报纸形容她“形容枯槁，令人憎恶，带着丧家之相”，然而就《便士插图报和时代画报》的记者所言，她“并不像描述中那样不堪入目”。
韦伯斯特的外形和言行被看作是她本性罪恶的关键标志。在人们的认知中，社会底层的“渣滓”会犯罪，且自甘堕落为“惯犯”，他们宁愿选择过一种酗酒和偷窃的生活，也不愿通过节俭和努力工作来提高自己。 韦伯斯特强壮的体格尽管有部分原因是由于她靠辛苦的体力劳动谋生，却与广大中产阶级心中女性注定柔弱的观念背道而驰。 一些人把她的面目特征就评价为面带凶相。奥唐奈对她的评价是“有双斜眼”，而他声称“在凶杀案中这种面相不少......在我看来她的这个特征本身就是一种天然的危险信号，警告人们要躲她远点。”
韦伯斯特在法庭上的表现和她的性经历也对她非常不利。记者普遍形容她面对庭审的态度为“冷静”和“不动声色”， 只在提到儿子时哭了一次。 在人们的期望中，女人在这样的情境下应该情绪化而悔不当初， 可她的行为不符合这种“合理的女性气质”。她的一串男性朋友（其中之一还与她在未婚状态下有了孩子），似乎可以证明她堪称糜乱的性欲与性生活——这再次与人们预期中的女性行为准则抵触。 在受审期间，她指责潜在的儿子父亲斯特朗将自己引入歧途，试图借此为自己换取同情，但她失败了。她的指控是：“我和一个本应保护我的人关系亲密，却遇人不淑，结果自己也和他们狼狈为奸。” 这种说法利用的正是一种普遍社会预期，即女性的道德意识与贞操密不可分——在性方面的“堕落”会带来另一种形式的“自毁”——和女人发生过性关系的男人也因此有了某种社会义务。 韦伯斯特试图把三个无辜的男人卷进此案同样犯了众怒，奥唐奈评论道：“公众舆论作为一个整体，对凯特·韦伯斯特试图拉三个无辜者上刑场这一行为的谴责程度，和对谋杀案本身的愤慨一般无异。”
据女性犯罪研究网络的沙尼·德克鲁兹所言，韦伯斯特是爱尔兰人这一事实也是她在大不列颠受到普遍厌恶德重要因素。自1849年大饥荒后，很多爱尔兰移民到了英格兰，但却遭遇了广泛的偏见，在顽固的地域刻板印象中，他们都有酗酒和偷盗的毛病，更有甚者将爱尔兰人刻画为野兽、野蛮人。爱尔兰和英格兰工人之间暴力冲突不断，在英格兰的芬尼亚人（爱尔兰民族主义者）也频频发起攻击。奥唐奈对韦伯斯特“非人哉”的描述，实际上与公众与司法界认为爱尔兰人先天就是罪犯的看法一致。

## 发现托马斯的头骨

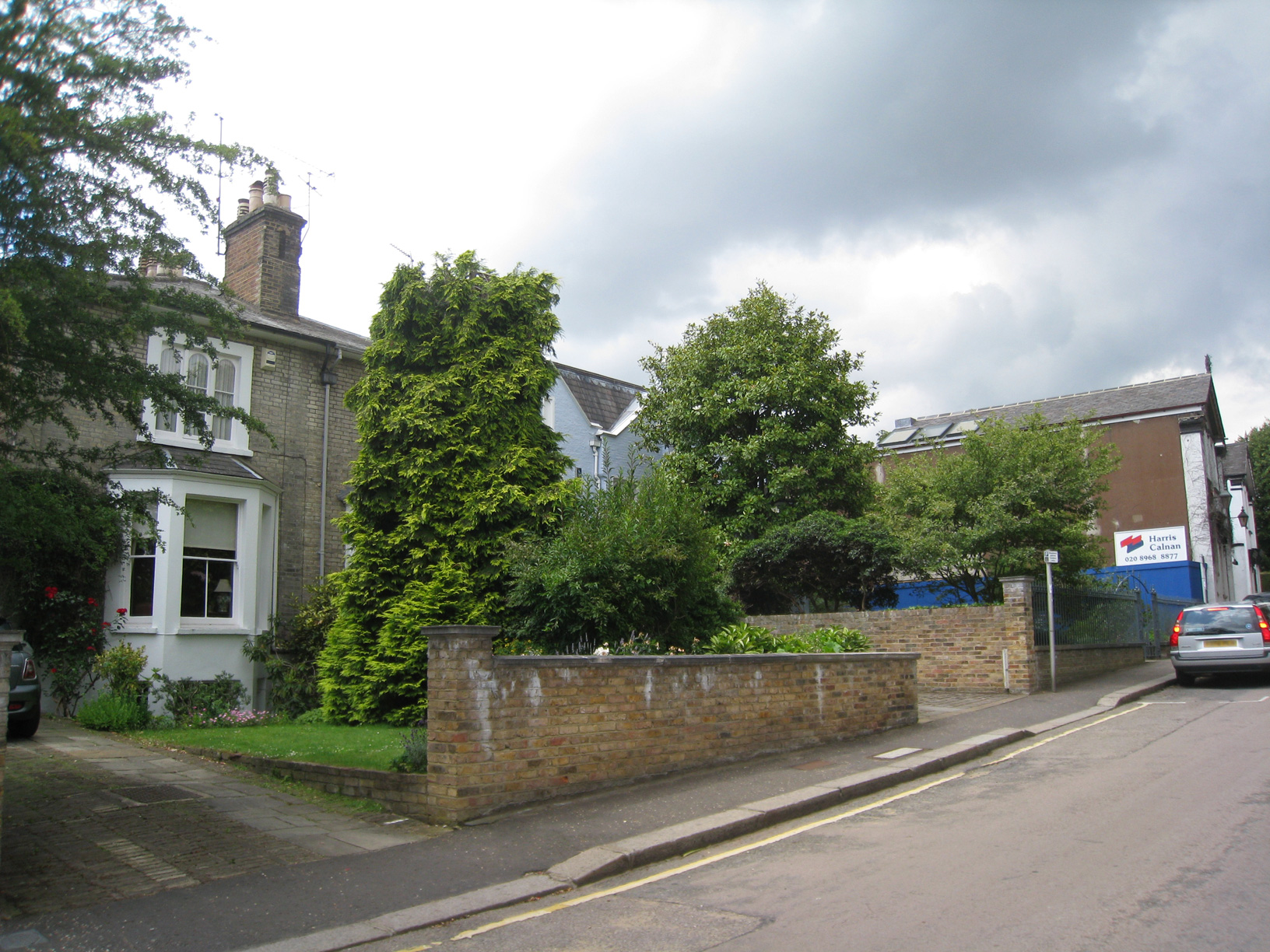
里士满公园路上与茱莉娅·玛莎·托马斯谋杀案有关的建筑。（左：发生谋杀案的前梅菲尔德村舍; 中：树木遮掩下，博物学家大卫·艾登堡 · 马丁爵士的房子; 右：墙洞酒馆旧址，2010年10月22日托马斯的头骨在这里发现）

1952年，博物学家大卫·艾登堡和他的妻子简买下了一所位于之前梅菲尔德村舍所在地（现在仍然存在）和墙洞酒馆之间的房子。酒吧于2007年关闭，陷入废弃，但2009年被爱登堡收购并重新开发。
2010年10月22日，工人在老酒馆后面进行挖掘工作时，挖出了一个“黑黝黝的圆形物体”，结果发现一个妇女的头骨。它被埋在至少有40年历史的地基下面，就在酒馆的马厩原址上。人们立即猜测，这块头骨是茱莉亚·玛莎·托马斯失踪的头颅，验尸官要求里士满警方对头骨主人的身份和死亡情况进行调查。
爱丁堡大学的碳年代测定结果表明，这块头骨的年代可以追溯到1650年至1880年之间，而事实上，这块头骨是沉积在一块维多利亚时代的瓷砖上的，这表明它属于那个时代末期。头骨上有骨折的痕迹，符合韦伯斯特把托马斯扔下楼梯的说法。而且头骨胶原含量很低，显然是因为曾被煮过。2011年7月，验尸官得出结论，这个头骨确实属于托马斯。尽管不存在 DNA 测试的可能，因为她死时没有孩子，也找不到任何亲属；此外，也没有任何关于她身体其余部分埋葬地点的记录。
2011年8月24日，这块头骨被埋葬在里士满公墓的一个无名墓穴中。
验尸官留下了非法杀人的判决记录，更替了1879年的公开判决。托马斯的死因被判定为窒息和头部外伤。警方称这一结果是“一个很好的案例，说明了老式侦探工作、历史记录和技术进步如何结合解决‘巴恩斯之谜’。”